# لئو مک‌کری
تامس لئو مک‌کری (انگلیسی: Thomas Leo McCarey؛ زاده ۳ اکتبر ۱۸۹۸ درگذشته ۵ ژوئیه ۱۹۶۹) کارگردان اهل ایالات متحده آمریکا بود.

## زندگی‌نامه
لئو مک‌کری کارگردان آمریکایی متولد ۱۸۹۸ در لس آنجلس، کالیفرنیا، ابتدا در دانشگاه کالیفرنیای جنوبی، مدتی برای آهنگ‌ها تصنیف می‌سازد ولی در دنبالهٔ کارش سر از سینما درمی‌آورد بعد از چندی فعالین پراکنده در سینما، دستیار سوم "تاد براونینگ" در فیلم "" (۱۹۲۰) می‌شود و از این پس تا ۱۹۲۳ با همین سمت در "یونیورسال" با "تاد براونینگ" به همکاریش ادامه می‌دهد تا این که اولین فیلمش را در ۱۹۲۱ بنام "اسرار جامعه" کارگردانی می‌کند. لئو مک‌کری بعداً به مدت شش سال یعنی از ۱۹۲۳ تا ۱۹۲۹ برای "هال روچ" فیلم می‌سازد چندی نیز مدیر تهیه می‌گردد. عاقبت "لورل و هاردی" را در تعدادی از فیلم‌های اولیه‌شان رهبری کرده و از آنها یک زوج موفق به وجود می‌آورد از ۱۹۳۰ برای شرکت‌های مختلف فیلمسازی کار می‌کند. در سال ۱۹۴۴ اسکار بهترین داستان را بخاطر "راه خود را می‌روم" از آن خود می‌سازد. به مدت یک سال یعنی از ۱۹۵۵ تا ۱۹۵۶ در تلویزیون به کارگردانی می‌پردازد.
در ۱۹۵۷ فیلم "ماجرای فراموش نشدنی" را از "ماجرای عشقی" (۱۹۳۹) خودش بازسازی می‌کند. سرانجام به‌جای "فرانک تشلین" فیلم "بچه‌ها دور پرچم جمع شوید!" را کارگردانی می‌کند. مرگ لئو مک‌کری به سال ۱۹۶۹ اتفاق می‌افتد.

## فیلمشناسی
1. زندگی ناگوار نیست؟ (۱۹۲۵)
2. مطابق سن خود رفتار کن (۱۹۲۶)
3. ماشین قراضه پادشاه به سلامت (۱۹۲۶)
4. بهشان چیزی نگو (۱۹۲۶)
5. برومو و ژولیت (۱۹۲۶)
6. نامه‌های عاشقانهٔ ایو (۱۹۲۷)
7. عاقله‌مردهای دست‌ودلباز (۱۹۲۷)
8. آقای باگز محترم (۱۹۲۷)
9. چرا دخترها جواب رد می‌دهند (۱۹۲۷)
10. آیا لازم است مردان پیاده به منزل بروند؟ (۱۹۲۷)
11. آیا مردان متأهل باید به خانه بروند؟ (۱۹۲۸)
12. دو ملوان (۱۹۲۸)
13. از صفر تا صد (۱۹۲۸)
14. دستکاری نهایی (۱۹۲۸)
15. از پنجره پریدیم پائین (۱۹۲۸)
16. آزادی (۱۹۲۹)
17. مأموران دریافت قسط (۱۹۲۹)
18. مردان نبرد (۱۹۲۹)
19. زندان (۱۹۲۹)
20. اونها ترکوندن (۱۹۲۹)
21. عشق بز (۱۹۲۹)
22. باز هم اشتباه (۱۹۲۹)
23. جای خواب (۱۹۲۹)
24. کسب و کار حسابی (۱۹۲۹)
25. بداخلاق‌ها (۱۹۳۰)
26. زن نیمه وقت (۱۹۳۰)
27. بی احتیاط (۱۹۳۱)
28. پسری از اسپانیا (۱۹۳۳)
29. سوپ اردک (۱۹۳۳)
30. راگلزهای رد گپ (۱۹۳۵)
31. راه شیری (۱۹۳۶)
32. راهی به فردا ساختن (۱۹۳۷)
33. حقیقت تلخ (۱۹۳۷)
34. ماجرای عشقی (۱۹۳۹)
35. یکبار در یک ماه عسل (۱۹۴۲)
36. به راه خود می‌روم (۱۹۴۴)
37. زنگ‌های کلیسای مریم مقدس (۱۹۴۵)
38. سام خوب (۱۹۴۸)
39. پسرم جان (۱۹۵۲)
40. ماجرای فراموش نشدنی (۱۹۵۷)
41. بچه‌ها دور پرچم جمع شوید! (۱۹۵۸)
42. شیطان هرگز نمی‌خوابد (۱۹۶۲)

## جوایز اسکار
- ۱۹۴۴ - برنده جایزه گلدن گلوب بهترین کارگردانی: به راه خود می‌روم
- ۱۹۳۷ - برنده جایزه اسکار بهترین کارگردانی: حقیقت تلخ
- ۱۹۴۴ - برنده جایزه اسکار بهترین فیلم: به راه خود می‌روم
- ۱۹۴۴ - برنده جایزه اسکار بهترین داستان اورژینال: به راه خود می‌روم
- ۱۹۳۹ - نامزد جایزه اسکار بهترین داستان اورژینال: ماجرای عشقی
- ۱۹۴۰ - نامزد جایزه اسکار بهترین داستان اورژینال: My Favorite Wife
- ۱۹۴۵ - نامزد جایزه اسکار بهترین کارگردانی: زنگ‌های کلیسای مریم مقدس
- ۱۹۵۲ - نامزد جایزه اسکار بهترین: پسرم جان
- ۱۹۵۷ - نامزد جایزه اسکار بهترین ترانه: ماجرای فراموش نشدنی